# Götter wie wir
Götter wie wir ist eine sechsteilige deutsche Comedy-Serie, die im Herbst 2012 im Fernsehkanal ZDFkultur ausgestrahlt wurde und auf DVD im Handel vertrieben wird.
 In jeweils fünfzehnminütigen Episoden werden in der Bibel erwähnte Ereignisse (beispielsweise Auszug aus Ägypten), religiöse Konzepte (beispielsweise Fortsetzung des Lebens in Himmel oder Hölle) sowie mit göttlichem Wirken in Verbindung gebrachte Phänomene (beispielsweise Wetter) in satirischer Form neu interpretiert. Die Serie führte zu Protesten von Seiten christlicher Gruppen.

## Episoden
| Folge | Episodentitel           | Erstausstrahlung  |
| ----- | ----------------------- | ----------------- |
| 1     | Adam, Eva und Klaus     | 7. Oktober 2012   |
| 2     | Ein Bild von einem Gott | 14. Oktober 2012  |
| 3     | Die Hölle streikt       | 21. Oktober 2012  |
| 4     | Das 3-Königs-Casting    | 28. Oktober 2012  |
| 5     | Die Wetterkrise         | 4. November 2012  |
| 6     | Jesus reloaded          | 11. November 2012 |

## Inhalt
Die Grundidee der Serie besteht darin, das Verhältnis zwischen Schöpfer und Schöpfung aus der Perspektive Gottes zu schildern, wobei Gott von Inge und Renate – zwei konservativ gekleideten Damen mittleren Alters – verkörpert wird. Inge und Renate lassen den Zuschauer verschiedene ungeahnte Schwierigkeiten göttlicher Verantwortung nachvollziehen, darunter die Schöpfung der ersten Menschen, das Management von Himmel und Hölle und die Produktion des Wetters. Das Komödiantische ergibt sich aus diesen Schwierigkeiten, aber auch durch die Darstellung. So werden die beiden Damen von Männern dargestellt (siehe auch Travestie) und sprechen betont in den Mundarten Hessisch und Sächsisch.

## Ausstrahlung und Veröffentlichung auf DVD
Die Sendung wurde seit dem 7. Oktober 2012 jeweils sonntags um 22.30 Uhr erstausgestrahlt und wird seitdem zu unterschiedlichen Sendezeiten (jeweils am späten Abend) wiederholt. Die Serie erreichte überdurchschnittlichen Zuschauerzuspruch, insbesondere bei jungen Erwachsenen – der Zielgruppe, an die sich ZDFkultur schwerpunktmäßig richtet. In der ZDF-Mediathek war ein „Exklusivinterview mit Gott“, also mit den beiden Protagonistinnen, abrufbar. Auf den Videoportalen Youtube und Rutube sind einzelne Folgen aufrufbar.
Seit dem 19. Oktober 2012 ist die Serie auf DVD im Handel erhältlich.
Auf Facebook und Youtube werden ab und an wieder kurze Videos mit „der Inge und der Renate“ veröffentlicht. So z. B. zu Neujahr und zu Ostern 2018.

## Künstlerische Leitung
Die Serie wurde von Carsten Strauch als Regisseur inszeniert, wobei Piotr J. Lewandowski als Co-Regisseur fungierte. Die Drehbücher wurden von Carsten Strauch, Nina Werth sowie Rainer Ewerrien verfasst.

## Produktion und Postproduktion
Die Sendung, noch unter dem Arbeitstitel „Wir sind Gott“, wurde komplett in Ultra High Definition Television, auch bekannt als 4K, vor Greenbox und Bluebox in Berlin gedreht. In einer aufwändigen, mehrere Monate andauernden Postproduktion wurden durch die koproduzierende Magna Mana aus Frankfurt am Main alle Szenen durch Mattepaintings, virtuelle Set-Erweiterungen in 3D sowie 2D und 3D Compositings ergänzt. So etwa die Teilung des Meeres durch Moses und andere Highlights.
Auch die Postproduktion fand in UHD/4K statt, lediglich die Ausstrahlung erfolgte in HD. Damit dürfte es sich um die erste in UHD beziehungsweise 4K produzierte TV Sendung und Serie in Deutschland handeln.

## Rezeption

### Proteste
Das ZDF erhielt nach Ausstrahlung der ersten Folgen zahlreiche Proteste. Das christliche Internetportal cxFlyer veröffentlichte ein von einer Unterschriftenaktion begleitetes Protestschreiben, das Ende November nach über 25.000 Unterzeichnungen zunächst an die Zuschauerredaktion und kurz darauf an den Fernsehrat des ZDF übergeben wurde. Der Protest vereint Gläubige aus dem evangelikalen Spektrum des Protestantismus mit frommen Katholiken, beispielsweise Anhängern der Piusbruderschaft. Eine formale Programmbeschwerde erhielt das ZDF unter anderem von Wolfgang Baake, der eine Missachtung religiöser Überzeugungen vieler Christen und damit einen Verstoß gegen die im ZDF-Staatsvertrag festgelegten Programmgrundsätze geltend machte.
In einer ersten Reaktion hatte der für ZDFkultur inhaltlich verantwortliche Redaktionsleiter Daniel Fiedler den Standpunkt vertreten, dass die satirische Darstellungsform sich im Falle von Götter wie wir im zulässigen Bereich der Meinungsfreiheit bewege. Die Verletzung religiöser Gefühle sei mit der Comedy-Serie nicht beabsichtigt. Der ZDF-Fernsehrat wies die Beschwerde am 8. März zurück, nachdem er die Auffassung vertreten hatte, dass eine Verletzung der Programmgrundsätze des ZDF nicht vorlag.

### Quoten
Die erste Folge von „Götter wie wir“ brach überraschend alle Quotenrekorde von ZDFkultur mit 150.000 Zuschauern, davon 110.000 14- bis 49-Jährige. Keine andere Sendung auf ZDFkultur erreichte solche Werte.
Die Sendung erreichte im Durchschnitt 60.000 Zuschauer, was einem durchschnittlichen Marktanteil von 0,41 % entsprach. Damit lag die Produktion deutlich über dem Senderschnitt von ZDFkultur, der im Fernsehjahr 2012/2013 0,2 % betrug.

### Auszeichnungen
Die Serie wurde mit dem Deutschen Fernsehpreis 2013 in der Kategorie Beste Comedy ausgezeichnet. Außerdem war sie für den Grimme-Preis 2013 nominiert, konnte die Auszeichnung jedoch nicht gewinnen.
„Götter wie wir“ erhielt vier Nominierungen für den nach Publikumsabstimmung vergebenen „Quotenmeter Fernsehpreis“ 2013 in den Kategorien „beste Serie,“ „bester Hauptdarsteller,“ „bester Nebendarsteller“ und „beste Nebendarstellerin einer Serie.“

## Rezensionen
- Peer Schader: Als Schöpfer hat man auch mal einen schlechten Tag: ZDFkultur zeigt „Götter wie wir“, in: Das Fernsehblog vom 5. Oktober 2012, abgerufen am 3. Oktober 2015
- Volker Bergmeister: Serie „Götter wie wir“, Kritik in: Tittelbach.tv vom 26. September 2012, abgerufen am 3. Oktober 2015
- Julian Miller: Die Kritiker: «Götter wie wir», Kritik in: Quotenmeter vom 6. Oktober 2012, abgerufen am 3. Oktober 2015